# Simon Schropp
Simon Schropp, auch J. C. Schropp, (* 17. April 1751; † 26. April 1817 in Berlin) war ein deutscher Verleger und Buchhändler.

## Leben
Simon Schropp war der Sohn des Nürnberger Kaufmanns Simon Schropp, Gründer der Firma Simon Schropp & Comp. in Berlin. Diese Firma, die ihren Sitz im Haus Heilige Geiststraße 23 hatte, führte er nach dem Tod seines Vaters weiter. Seine Familie war eng verbunden mit der Buchhändlerfamilie Wolff in Augsburg. Er war verheiratet mit Anna Justina geb. Wolff (1773–1844) und seine Schwester Sabina Schropp (1754–1821) war verheiratet mit dem Buchhändler Franz Xaver Wolff († 1803). Simon Schropp war katholischen Glaubens und eine Zeit lang Vorsteher der St. Hedwigskirche. Eine Niederlassung hatte Schropp auch in der Zentrale des deutschen Buchhandels Leipzig, Thomaskirchhof 95. Seine verlegerischen und buchhändlerischen Tätigkeiten waren sehr umfangreich. Sein Arbeitsgebiet war in erster Linie auf Kunsthandel und Landkarten zugeschnitten. Aber bald begann er auch mit dem Vertrieb von Nürnberger und Leipziger Globen. Zwischen 1810 und 1813 erwarb er dann die Verlagsrechte an den Globen des Leipziger Magisters Christian Gottlieb Riedig (1768–1853). Damit verlagerte er das Zentrum der Globenherstellung von Nürnberg nach Berlin. Nach seinem Tod führte der erst 16-jährige Sohn Leopold die Geschäfte nicht fort. Die Witwe blieb aber Gesellschafterin der Firma.

## Publikation
- Catalogue des Cartes et Ouvrages geographiques qui composent le cabinet de Simon Schropp et Comp.e à Berlin [Hauptband], (deutsch Schropp's Wegweiser durch die wichtigsten und empfehlenswertesten Büro- und Organisations-Landkarten für Verkehr, Handel und Industrie), Berlin Schropp 1817 OCLC 833069846